# Goldsithney
Goldsithney är en by i Cornwall distrikt i Cornwall grevskap i England. Byn är belägen 32,2 km 
från Truro. Orten har 1 564 invånare (2015).